# سال، الرأس الأخضر
سال، الرأس الأخضر جزيرة تقع في الرأس الأخضر، وتنتمي لمجموعة الجزر الشمالية بارلافينتو.

## المناخ
يظهر الجدول التالي التغييرات المناخية على مدار السنة لسال، الرأس الأخضر:
| البيانات المناخية لـسال، الرأس الأخضر | البيانات المناخية لـسال، الرأس الأخضر | البيانات المناخية لـسال، الرأس الأخضر | البيانات المناخية لـسال، الرأس الأخضر | البيانات المناخية لـسال، الرأس الأخضر | البيانات المناخية لـسال، الرأس الأخضر | البيانات المناخية لـسال، الرأس الأخضر | البيانات المناخية لـسال، الرأس الأخضر | البيانات المناخية لـسال، الرأس الأخضر | البيانات المناخية لـسال، الرأس الأخضر | البيانات المناخية لـسال، الرأس الأخضر | البيانات المناخية لـسال، الرأس الأخضر | البيانات المناخية لـسال، الرأس الأخضر | البيانات المناخية لـسال، الرأس الأخضر |
| الشهر                                 | يناير                                 | فبراير                                | مارس                                  | أبريل                                 | مايو                                  | يونيو                                 | يوليو                                 | أغسطس                                 | سبتمبر                                | أكتوبر                                | نوفمبر                                | ديسمبر                                | المعدل السنوي                         |
| ------------------------------------- | ------------------------------------- | ------------------------------------- | ------------------------------------- | ------------------------------------- | ------------------------------------- | ------------------------------------- | ------------------------------------- | ------------------------------------- | ------------------------------------- | ------------------------------------- | ------------------------------------- | ------------------------------------- | ------------------------------------- |
| الدرجة القصوى °م (°ف)                 | 32 (90)                               | 30 (86)                               | 33 (91)                               | 33 (91)                               | 33 (91)                               | 34 (93)                               | 33 (91)                               | 33 (91)                               | 38 (100)                              | 34 (93)                               | 33 (91)                               | 30 (86)                               | 38 (100)                              |
| متوسط درجة الحرارة الكبرى °م (°ف)     | 24.0 (75.2)                           | 24.1 (75.4)                           | 24.8 (76.6)                           | 24.8 (76.6)                           | 25.3 (77.5)                           | 26.0 (78.8)                           | 27.2 (81.0)                           | 28.8 (83.8)                           | 29.3 (84.7)                           | 28.6 (83.5)                           | 27.3 (81.1)                           | 25.2 (77.4)                           | 26.3 (79.3)                           |
| المتوسط اليومي °م (°ف)                | 21.4 (70.5)                           | 21.1 (70.0)                           | 21.6 (70.9)                           | 21.9 (71.4)                           | 22.5 (72.5)                           | 23.4 (74.1)                           | 24.6 (76.3)                           | 26.0 (78.8)                           | 26.6 (79.9)                           | 26.1 (79.0)                           | 24.5 (76.1)                           | 22.7 (72.9)                           | 23.5 (74.3)                           |
| متوسط درجة الحرارة الصغرى °م (°ف)     | 18.8 (65.8)                           | 18.1 (64.6)                           | 18.4 (65.1)                           | 19.0 (66.2)                           | 19.7 (67.5)                           | 20.8 (69.4)                           | 22.0 (71.6)                           | 23.2 (73.8)                           | 23.9 (75.0)                           | 23.4 (74.1)                           | 21.7 (71.1)                           | 20.2 (68.4)                           | 20.8 (69.4)                           |
| أدنى درجة حرارة °م (°ف)               | 12 (54)                               | 10 (50)                               | 12 (54)                               | 15 (59)                               | 15 (59)                               | 15 (59)                               | 17 (63)                               | 20 (68)                               | 20 (68)                               | 19 (66)                               | 17 (63)                               | 16 (61)                               | 10 (50)                               |
| الهطول مم (إنش)                       | 5.3 (0.21)                            | 3.8 (0.15)                            | 1.3 (0.05)                            | 0.0 (0.0)                             | 0.0 (0.0)                             | 0.0 (0.0)                             | 0.8 (0.03)                            | 14.1 (0.56)                           | 33.6 (1.32)                           | 6.5 (0.26)                            | 2.5 (0.10)                            | 1.6 (0.06)                            | 69.5 (2.74)                           |
| متوسط أيام هطول الأمطار (≥ 0.1 mm)    | 1                                     | 1                                     | 0                                     | 0                                     | 0                                     | 0                                     | 0                                     | 2                                     | 3                                     | 1                                     | 1                                     | 0                                     | 10                                    |
| متوسط الرطوبة النسبية (%)             | 70                                    | 71                                    | 71                                    | 71                                    | 73                                    | 75                                    | 75                                    | 75                                    | 77                                    | 75                                    | 73                                    | 71                                    | 73                                    |
| ساعات سطوع الشمس الشهرية              | 182.9                                 | 175.2                                 | 201.5                                 | 216.0                                 | 204.6                                 | 174.0                                 | 148.8                                 | 161.2                                 | 180.0                                 | 198.4                                 | 189.0                                 | 155.0                                 | 2٬186٫6                               |
| ساعات سطوع الشمس اليومية              | 5.9                                   | 6.2                                   | 6.5                                   | 7.2                                   | 6.6                                   | 5.8                                   | 4.8                                   | 5.2                                   | 6.0                                   | 6.4                                   | 6.3                                   | 5.0                                   | 6.0                                   |
| المصدر: الأرصاد الجوية الألمانية      |                                       |                                       |                                       |                                       |                                       |                                       |                                       |                                       |                                       |                                       |                                       |                                       |                                       |

## السكان
| سكان سال، ارأس الأخضر (1940—2010) | سكان سال، ارأس الأخضر (1940—2010) | سكان سال، ارأس الأخضر (1940—2010) | سكان سال، ارأس الأخضر (1940—2010) | سكان سال، ارأس الأخضر (1940—2010) | سكان سال، ارأس الأخضر (1940—2010) | سكان سال، ارأس الأخضر (1940—2010) | سكان سال، ارأس الأخضر (1940—2010) |
| --------------------------------- | --------------------------------- | --------------------------------- | --------------------------------- | --------------------------------- | --------------------------------- | --------------------------------- | --------------------------------- |
| 1940                              | 1950                              | 1960                              | 1970                              | 1980                              | 1990                              | 2000                              | 2010                              |
| 1121                              | 1838                              | 2608                              | 5505                              | 5826                              | 7715                              | 14816                             | 35000                             |

## توأمة
لسال، الرأس الأخضر اتفاقيات توأمة مع:
- هايكو (18 أكتوبر 2009 - )[5]

## أعلام
- هيلدون راموس
- كارلوس أندرادي
- نيلسون ماركوس
- إلفيس إيفورا